# Il mio diario di Anzio
Il mio diario di Anzio è un'opera di Alberto Tarchiani.

## Trama
Dopo aver raggiunto l'Inghilterra con una Queen Mary riadattata per il trasporto truppe, Alberto Tarchiani sbarcò a Salerno al seguito degli alleati. La sua prima azione, giunto in patria dopo un esilio durato quasi vent'anni, fu mettere in salvo a Capri Benedetto Croce, che i tedeschi minacciavano di prelevare nella sua casa di Napoli. 
Rientrato a Napoli si unì ai primi mezzi da sbarco inglesi che, il 22 gennaio 1944, crearono la testa di ponte di Anzio, presso le paludi Pontine, per tentare di aggirare lo schieramento tedesco e prendere alle spalle le truppe che difendevano Cassino. L'intenzione di Tarchiani, accompagnato da altri sette italiani, era di raggiungere Roma per organizzare la lotta partigiana. L'operazione alleata incontrò un forte reazione tedesca e, nonostante il supporto di sopraggiunte truppe americane che consentì di allargare la testa di ponte sino a Nettuno, gli alleati corsero il rischio di essere rigettati in mare. 
Gli obiettivi tattici dell'operazione non furono quindi raggiunti e dopo due mesi di attesa, il 13 febbraio, Tarchiani e gli altri decisero di fare rientro a Napoli. Uno di loro era stato ucciso da una granata e le pagine di questo diario, scritto sul filo della memoria due anni dopo gli avvenimenti, sono proprio la testimonianza di quanto i piccoli gesti, le decisioni di per sé insignificanti, possano influire sulla vita e sulla morte di una persona. La casualità appare come elemento centrale per lo svolgersi degli eventi personali e non solo. Se la pianificazione è il collante dell'agire corale restano, per il singolo, gli eventi minuti a decidere del futuro.

## Edizioni
- Alberto Tarchiani, Il mio diario di Anzio, Arnoldo Mondadori Editore, 1947,  p. 138.